# 駒越村
駒越村（こまごしむら）は、かつて青森県にあった村。

## 沿革
- 1889年（明治22年）4月1日 - 町村制施行により中津軽郡駒越村、真土村、竜ノ口村、鳥井野村、如来瀬村、一町田村、兼平村が合併し、駒越村が発足。
- 1955年（昭和30年）3月1日 - 中津軽郡岩木村、大浦村と合併し、岩木村を新設して消滅。

## 教育
- 弘前大学付属駒越中学校
- 弘前大学付属駒越小学校
- 村立鳥居野小学校